# Барсуков, Афанасий Фомич
Афана́сий Фоми́ч Барсуко́в (род. 1904) — украинский советский деятель, шахтер-забойщик, заведующий шахтой № 22 города Марганца Днепропетровской области. Депутат Верховного Совета СССР 1-го созыва.

## Биография
Родился в 1904 году.
Образование начальное, окончил четыре класса. С 1918 года — ученик сапожника в селе Знаменка Таврической губернии. В 1921—1922 годах — безработный в городе Никополе. С 1922 года — ученик и подмастерье сапожника в селе Шестерня Криворожского округа.
В 1925—1926 годах — шахтный откатчик, вагонщик, в 1926—1927 годах — забойщик шахты № 1 марганцевого рудника имени Максимова треста «Марганец» в городе Никополе.
В 1927—1929 годах — в Красной армии. С 1927 по 1928 год служил красноармейцем 4-го кавалерийского эскадрона 2-го кавалерийского полка и курсантом полковой школы 2-го кавалерийского полка 1-й кавалерийской дивизии в городе Проскурове. В 1928—1929 годах служил командиром отделения 6-го отдельного запасного эскадрона 1-й кавалерийской дивизии в городе Глухове.
В 1929—1932 годах — забойщик шахты № 9 марганцевого рудника имени Максимова в городе Никополе.
Член ВКП(б) с 1932 года.
В 1932—1933 годах — глава шахтного комитета марганцевого рудника имени Максимова в городе Никополе. С 1933 года снова работал забойщиком шахты марганцевого рудника.
В 1934—1937 годах — горный десятник и забойщик шахты имени Постышева марганцевого рудника имени Максимова в Никополе.
С сентября 1937 года — заведующий шахтой № 22 шахтоуправления имени Постышева Марганцевого бассейна Днепропетровской области.
С января 1938 по август 1941 года — и. о. председателя Никопольского городского совета, глава исполнительного комитета Никопольского городского совета депутатов трудящихся Днепропетровской области.